# SIKON ISAF 16
SIKON ISAF 16 je šestnajsti in trenutni kontingent Slovenske vojske, ki deluje v sklopu ISAF v Afganistanu. Kontingent je nastanjen v bazi Arena v Heratu.
Kontingent je v Afganistanu deloval med oktobrom 2011 in aprilom 2012.

## Zgodovina
7. oktobra 2011 je v ljubljanski Vojašnica Franca Rozmana Staneta potekal postroj treh kontingentov Slovenske vojske, namenjenih v mednarodne operacije in misije: SVNKON 16 ISAF, SVNKON 23 KFOR in SVNKON 27 EUFOR.
9. oktobra 2011 je kontingent prispel v Afganistan.
15. oktobra 2011 je v bazi Camp Stone (Herat) potekala primopredaja med polkovnikom Dobranom Božičem, poveljnikom SIKON ISAF 15 in polkovnikom Glavašom. Kontigent je izvajal mentoriranje afganistanskega pehotnega bataljona in bataljona za bojno podporo.

## Organizacija
Kontingent je obsegal 99 pripadnikov: 87 slovenskih vojakov in 12 ameriških vojakov Nacionalne garde Kolorada.